# Augusto Paulino Soares de Souza Netto
Augusto Paulino Soares de Souza Netto (Rio de Janeiro, 13 de setembro de 1932 – Rio de Janeiro, 13 de maio de 2010) foi um médico brasileiro.
Foi presidente da Academia Nacional de Medicina, de 2001 a 2003.